# Теорема Жуковського
Теоре́ма Жуко́вського (також теоре́ма Кутти — Жуко́вського) — теорема про підіймальну силу тіла, яке обтікає плоскопаралельний потік ідеальної рідини або ідеального газу. Сформулював 1904 року М. Є. Жуковський.
Формулювання теореми:

Підіймальна сила ділянки крила нескінченного розмаху дорівнює добутку густини газу (рідини), швидкості газу (рідини), циркуляції швидкості потоку і довжини ділянки крила. Напрям дії підіймальної сили визначають поворотом вектора швидкості потоку, що набігає, на прямий кут проти циркуляції.
У вигляді формули:
{\displaystyle {\vec {F}}=\rho {\vec {u}}_{\infty }\times {\vec {\Gamma }}l,}
де
- {\displaystyle {\vec {F}}} — підіймальна сила ,
- {\displaystyle \rho } — густина рідини,
- {\displaystyle {\vec {u}}_{\infty }} — швидкість потоку рідини на нескінченності,
- {\displaystyle {\vec {\Gamma }}} — циркуляція швидкості (вектор спрямований перпендикулярно до площини профілю, напрям вектора залежить від напряму циркуляції),
- {\displaystyle l} — довжина аналізованої ділянки крила (перпендикулярно до площини профілю).

Ця теорема стала основою для побудови сучасної теорії крила та гребного гвинта. Вона дозволяє розрахувати підіймальну силу крила скінченного розміру, тягу гребного гвинта, навантаження на лопатки турбіни тощо.
Для визначення циркуляції швидкості крилового профілю з гострим заднім краєм зручно скористатися емпіричним постулатом Жуковського — Чаплигіна.
Примітка. Можна вивести з принципу Бернуллі та з формули для сил тиску {\displaystyle {\vec {R}}=\oint p{\vec {n}}dS}.

## Історія
До Жуковського виникнення підіймальної сили пояснювали ударною теорією Ньютона, що описує удари об обтічне тіло не пов'язаних між собою частинок повітря. Ця теорія дає занижене значення підіймальної сили крила.
Жуковський вперше представив відкритий ним восени 1904 механізм утворення підіймальної сили крила на засіданні Математичного товариства 15 листопада 1905 року.
Положення теореми опубліковано в роботах «Про падіння в повітрі легких довгастих тіл, що обертаються навколо своєї поздовжньої осі» (рос. О падении в воздухе лёгких продолговатых тел, вращающихся около своей продольной оси; 1906) і «Про приєднані вихори» (рос. О присоединённых вихрях, 1906).
Дослідженнями в цій галузі займався також німецький вчений Мартін Вільгельм Кутта, тому теорема відома як теорема Кутти — Жуковського (англ. Kutta–Joukowski theorem).